# Berthold Damcke
Berthold Damcke (Hannover, 1811 - París, 1875) fou un compositor i violista alemany.
Als 20 anys ingressà en la capella reial com a viola, després fou director de la societat de música de Kreuznach, càrrec que ocupà també a Potsdam i a Königsberg, i, per acabar, es dedicà a l'ensenyament a Sant Petersburg, Brussel·les i París, on tingué entre altres alumnes en George Jean Pfeiffer, Daniel de Lange i René Lenormand.
Fervent admirador de Berlioz, fou un dels executors testamentaris de l'il·lustre mestre i passà els últims anys de la seva vida ocupat en l'edició de les obres de Gluck.
Se li deuen:
- Deborah, oratori;
- música d'escena per al 'Faust', de Goethe;
- Kaetchen vom Hilbronn, òpera (1845);
- obertures, salms, i nombroses composicions vocals i per a piano, i nombroses composicions vocals i per a piano.